# Six of Hearts
Six of Hearts – pierwsze EP saksofonisty Kenny’ego G, wydane w 1997 roku.

## Lista utworów
1. „The Joy of Life” – 4:21
2. „Always” – 5:36
3. „Tradewinds” – 4:12
4. „The Wedding Song” – 3:24
5. „End of the Night” – 5:24
6. „Brahms' Lullaby” – 3:13